# Еноляти

Еноля́ти (рос. еноляты, англ. enolates) — солі енолів (або таутомерних альдегідів чи кетонів), в яких заряд аніона делокалізований на атомах O і C, або подібні ковалентні металічні похідні, в яких метал приєднаний до Оксигену.